# Спишка Тјеплица
Спишка Тјеплица (слч. Spišská Teplica) насељено је мјесто са административним статусом сеоске општине (слч. obec) у округу Попрад, у Прешовском крају, Словачка Република.

## Становништво
| Година:    | 1994. | 2004.    | 2014.    | 2024.   |
| ---------- | ----- | -------- | -------- | ------- |
| Број људи: | 1666  | 1933     | 2236     | 2286    |
| Разлика:   |       | +16,02 % | +15,67 % | +2,23 % |

| Година:    | 2023. | 2024.   |
| ---------- | ----- | ------- |
| Број људи: | 2273  | 2286    |
| Разлика:   |       | +0,57 % |

Према подацима о броју становника из 2011. године насеље је имало 2.188 становника.